# Первопроходец (фильм, 2013)
«Первопроходец» (норв. Pioner) — художественный фильм режиссёра Эрика Шёлдбьерга. В 2013 году фильм был показан в рамках специальных показов на Международном кинофестивале в Торонто.

## Сюжет
В 1980-х годах в Северном море были обнаружены большие запасы нефти и газа. Петтер и его брат Кнут сыграли ключевую роль в прокладке первой нефтяной трубы в Северном море. Петтер попадает в трагическую аварию во время пробного погружения. Позже, когда он пытается выяснить, что же произошло на самом деле, то обнаруживает, что власти и его коллеги пытаются это скрыть.

## В ролях
- Аксель Хенни — Петтер Дженсен
- Уэс Бентли — Майк
- Стивен Лэнг — Джон Феррис
- Джонатан Лапалья[англ.] — доктор Рональд Макдермотт
- Стефани Сигман — Мария Салазар
- Йорген Лангхелле — Лейф Линдберг
- Ане Даль Торп — Пиа

## Приём критиков
На сайте Rotten Tomatoes фильм имеет рейтинг 55 %, основанный на 44 отзывах, со средней оценкой 5,6 / 10. Консенсус критиков веб-сайта гласит: «Фильм может похвастаться сильной актёрской игрой и атмосферой шпионского триллера, но не заходит достаточно далеко — и очень нетороплив, чтобы попасть туда». На Metacritic фильм получил 58 баллов из 100 на основе отзывов 13 критиков.

## Ремейк
С 2014 года кинокомпания Джорджа Клуни и Гранта Хеслова Smokehouse Pictures планирует снять англоязычный ремейк фильма.